# Lugonovo
Lugonovo és un moviment ciutadà i partit polític de la ciutat de Lugo que lidera una candidatura d'unitat popular d'esquerres que es presenta per primer cop a les eleccions municipals de maig de 2015.
El candidat a l'Ajuntament de Lugo fou Santiago Fernández Rocha. En el moviment participen diversos partits polítics, com Anova-Irmandade Nacionalista, Podemos i Espazo Ecosocialista Galego però, a diferència d'altres municipis, no hi participa Esquerda Unida, que va donar suport a la candidatura d'Alternativa Cidadá de Esquerdas.
És una de les moltes candidatures d'unitat popular formades per partits d'esquerres que es van presentar a les eleccions municipals de 2015, com Ara Madrid, Barcelona en Comú, Saragossa en Comú, Marea Atlàntica, Compostel·la Oberta, Ferrol en Comú, Marea Pontevedra, Marea de Vigo o Màlaga Ara.